# Bitwa pod Lubuszem (1239)
Bitwa pod Lubuszem (1239) – bitwa stoczona w 1239 r. pomiędzy wojskami księcia polskiego Henryka Pobożnego a wojskami margrabiów brandenburskich Ottona III i Jana I z dynastii askańskiej.

## Historia
Po śmierci księcia Henryka Brodatego w 1238 margrabiowie brandenburscy Otton III i Jan I podjęli działania w celu opanowania ziemi lubuskiej. Współdziałając z księciem pomorskim Barnimem I przeprawili się przez Odrę i zajęli Santok. Równolegle Barnim odebrał Henrykowi II Pobożnemu Cedynię i Kiniec, przesuwając granice swojego księstwa na linię rzeki Myśli. Kolejnym krokiem młodych książąt niemieckich miało być zajęcie Lubusza i opanowanie całej ziemi lubuskiej. W tym celu nawiązali bliższe kontakty z margrabią Miśni Henrykiem III Dostojnym i arcybiskupem Magdeburga Wilbrandem. Latem 1239 ruszyła wielka wyprawa, na czele której stanął arcybiskup Wilbrand oraz jeden z margrabiów brandenburskich. Działania niemieckie nie zaskoczyły Henryka Pobożnego. Książę śląski w porę zorganizował silną odsiecz i pobił wojska niemieckie oblegające Lubusz. Henryk Pobożny odniósł wspaniałe zwycięstwo zadając agresorom wysokie straty. Klęska poróżniła arcybiskupa i młodych margrabiów, dając początek nowej wojnie pomiędzy Brandenburczykami a margrabią Miśni. Wkrótce po odparciu najazdu Henryk Pobożny odzyskał Santok, pozostawiając jednak w rękach księcia pomorskiego Barnima Cedynię i Kiniec.